# وان‌مین
وان‌مین (انگلیسی: OneMain) شرکت خدمات مالی آمریکایی است، که در سال ۱۹۱۲ تأسیس شد.